# Sayompoo Eiadpoo
Sayompoo Eiadpoo (* 2. April 1983) ist ein ehemaliger thailändischer Fußballspieler.

## Karriere
Sayompoo Eiadpoo stand von 2012 bis 2014 bei Songkhla United unter Vertrag. Wo er vorher gespielt hat, ist unbekannt. Der Verein aus Songkhla spielte in der ersten Liga des Landes, der Thai Premier League. Für Songkhla stand er 15-mal zwischen den Posten. 2015 wechselte er zum Krabi FC. Mit dem Verein aus Krabi spielte er in der zweiten Liga, der Thai Premier League Division 1. Nach zwei Jahren zog es ihn 2017 nach Trang. Hier schloss er sich dem Drittligisten Trang FC an. Trang spielte in der dritten Liga, der Thai League 3. Hier trat man in der Lower Region an. Ende 2017 feierte er mit Trang die Vizemeisterschaft.
Am 1. Januar 2019 beendete er seine Karriere als Fußballspieler.

## Erfolge
Trang FC
- Thai League 3 – Lower: 2017 (Vizemeister)